# Upper Nasoni
Upper Nasoni, pleme američkih Indijanaca porodice Caddoan naseljeno u 18. stoljeću duž Red Rivera, u današnjem okrugu Bowie u Teksasu. Zajedno s Lower Nasonima pripadaju široj skupini Nasoni ili Assony. Pod utjecajem Francuza su sve od 1719. do 1762. Bili su članovi konfederacije Kadohadacho od kojih su i asimilirani.

## Vanjske poveznice
- Upper Nasoni